# Szécsény
Szécsény  este un oraș în districtul Szécsény, județul Nógrád, Ungaria, având o populație de 6.153 de locuitori (2011). 

## Demografie
Componența etnică a orașului Szécsény
     Maghiari (95,67%)
     Romi (2,89%)
     Necunoscut (0,56%)
     Alții (0,88%)
Componența confesională a orașului Szécsény
     Romano-catolici (65,5%)
     Fără religie (4,62%)
     Luterani (1,38%)
     Necunoscută (26,95%)
     Alte religii (2,94%)
Conform recensământului din 2011, orașul Szécsény avea 6.153 de locuitori. Din punct de vedere etnic, majoritatea locuitorilor (95,67%) erau maghiari, cu o minoritate de romi (2,89%). Apartenența etnică nu este cunoscută în cazul a 0,56% din locuitori.  Din punct de vedere confesional, majoritatea locuitorilor (65,5%) erau romano-catolici, existând și minorități de persoane fără religie (4,62%) și luterani (1,38%). Pentru 26,95% din locuitori nu este cunoscută apartenența confesională.